# Notopygus insignis
Notopygus insignis là một loài tò vò trong họ Ichneumonidae.